# Ronald Åman
Nils Ronald Åman, ibland även Åhman, född 31 januari 1957, är en svensk före detta fotbollsspelare.
Åman spelade under sin karriär som mittfältare för Örebro SK och Djurgårdens IF. Han gjorde debut i Allsvenskan för Örebro SK den 31 juli 1975 i en 3–1-hemmavinst över GIF Sundsvall. Åman var uttagen i Sveriges trupp vid fotbolls-VM 1978.
Han valde att avsluta sin elitkarriär redan som 26-åring för att studera och tog en fil kand i ekonomi och psykologi. Efter det fortsatte pluggandet vid Handelshögskolan i Stockholm där han 2003 tog en magisterexamen i IT/ekonomi.
1998 sålde han sin andel i reklambyrån Blanking där han stannade kvar tre år innan han startade Rokoko (Ronald Åman kommunikationskonsult), med inriktning på varumärkesutveckling. 
Bland uppdragsgivarna under 20 år märks Skistar, Peab och Svenska Golfförbundet. 
Åman har skrivit flera böcker och har bland annat medverkat i TV i fotbollsmagasinet Fotbollskväll.